# Nannophrys
Genre
Synonymes
- Trachucephalus Ferguson, 1874

Nannophrys est un genre d'amphibiens de la famille des Dicroglossidae.

## Répartition
Les quatre espèces de ce genre sont endémiques du Sri Lanka.

## Liste d'espèces
Selon Amphibian Species of the World (11 juin 2017) :
- Nannophrys ceylonensis Günther, 1869
- Nannophrys guentheri Boulenger, 1882
- Nannophrys marmorata Kirtisinghe, 1946
- Nannophrys naeyakai Fernando, Wickramasinghe, & Rodrigo, 2007

## Publication originale
- Günther, 1869 "1868" : First account of species of tailless batrachians added to the collection of the British Museum. Proceedings of the Zoological Society of London, vol. 1868, p. 478-490 (texte intégral).